# Тугеев, Борис Владимирович
Борис Владимирович Тугеев (23 мая 1921 года, Петроград — 1982 год, Ленинград) — токарь завода «Большевик» Министерства общего машиностроения СССР, город Ленинград. Герой Социалистического Труда (1974).

## Биография
Родился 23 мая 1921 года в рабочей семье в Петрограде. В 1937 году окончил школу фабрично-заводского обучения, после которой трудился токарем на заводе «Большевик». С 1943 года призван в Красную Армию. Воевал на Ленинградском фронте. В 1945 году демобилизовался и возвратился на завод «Большевик». С 1968 года член КПСС.
Был инициатором заводского социалистического движения за выполнение производственных заданий Восьмой пятилетки (1966—1970) за три с половиной года. В этом движении участвовало около 150 станочников, которые по его примеру завершили пятилетку на три месяца ранее принятого социалистического обязательства. Организовал на заводе первую на предприятии комплексную бригаду.
В 1973 году досрочно выполнил личные социалистические обязательства и плановые производственные задания. Указом Президиума Верховного Совета СССР (с грифом «не подлежит опубликованию») от 16 января 1974 года «за выдающиеся успехи в выполнении и перевыполнении планов 1973 года и принятых социалистических обязательств» удостоен звания Героя Социалистического Труда с вручением ордена Ленина и золотой медали «Серп и Молот».
Также досрочно выполнил производственные задания Девятой пятилетки (1971—1975). Был наставником рабочей молодёжи, возглавлял совет наставников Невского района. Входил в состав редколлегии «Блокнот агитатора».
Избирался депутатом Ленинградского городского и Невского районного Советов депутатов, членом Невского райкома КПСС города Ленинграда и Ленинградского облсовпрофа.
После выхода на пенсию проживал в Ленинграде. Скончался в 1982 году. Похоронен на кладбище Памяти жертв 9-го января.

## Награды
- Герой Социалистического Труда
- Орден Ленина
- Орден Трудового Красного Знамени (29.08.1969)